# Katajajärvi (sjö i Mellersta Österbotten)
Katajajärvi är en sjö i Finland. Den ligger i kommunen Halso i landskapet Mellersta Österbotten, i den centrala delen av landet, 400 km norr om huvudstaden Helsingfors. Katajajärvi ligger 169 meter över havet. I omgivningarna runt Katajajärvi växer i huvudsak blandskog. Arean är 8,9 hektar och strandlinjen är 1,35 kilometer lång. Sjön  ingår i Perho å huvudavrinningsområde. 